# 菅沼満直
菅沼 満直（すがぬま みつなお）は、戦国時代の三河国の武将。長篠城を領した長篠菅沼氏の一族。徳川氏、甲斐武田氏の家臣。

## 生涯

### 出自
長篠城を領した三河国の国衆・菅沼俊則の次男として生まれる。母は分かっていない。祖父は長篠城を築いた菅沼元成。兄に長篠菅沼氏4代当主の菅沼元直がいる。長篠菅沼氏を含む菅沼氏は当初、駿河今川氏の三河侵攻に従いその従属国衆となっていたが、永禄4年（1561年）に松平元康（徳川家康）が三河岡崎城にて独立すると、徳川氏の三河支配の過程で徳川氏に従属していった。

### 事績
永禄12年（1569年）正月に徳川氏の遠江掛川城攻めに参陣した長篠菅沼氏当主・菅沼貞景（満直の甥）が戦死した。この際に満直は嫡男・正貞を当主に擁立し、家中の実権を握った。
元亀3年（1572年）10月に武田信玄による徳川領国への侵攻（西上作戦）が開始されると、子・正貞と共に武田氏に従い山県昌景・秋山虎繁率いる別動隊に加わり各地を転戦した。『甲陽軍鑑』によると奥平定能や菅沼定忠と共に山県昌景の相備衆となり、30騎を率いていたという。翌年6月晦日には武田勝頼から遠江高部（現・袋井市）にて100貫文の所領を安堵された。
天正元年（1573年）7月、信玄の死去に呼応して攻勢に出た徳川軍が長篠城を攻撃し、城を守備していた満直・正貞父子は9月8日に進退保証を条件に開城して鳳来寺に撤退した。この籠城戦で正貞は徳川氏に内通していたため、満直は正直を当主の座から排除してその弟の新兵衛尉を当主に擁立した。正貞は内通疑惑により信濃小諸城に幽閉されるが満直・新兵衛尉は引き続き武田氏に従い、同3年（1575年）の武田勝頼の三河侵攻にも参加し長篠城攻撃に加わった。同年6月の長篠の戦いにて武田軍が敗北すると、武田氏に従った三河国衆が徳川軍によって排除される。満直は新兵衛尉と共に信濃伊那郡に逃亡し、吉岡城主・下条信氏の元で伊那郡の守備にあたった。
天正10年（1582年）3月に武田氏が滅亡すると、新兵衛尉や菅沼氏本家の菅沼定忠らと共に織田重臣・河尻秀隆に降伏を申し入れるが、赦されず殺害された（『当代記』）。
その後の長篠菅沼氏の系統は幽閉された子・正貞の系統が徳川氏によって召し出され、紀州藩士となって後世に残った。